# Mac OS X Server 1.0
Mac OS X Server 1.0 — операційна система, розроблена компанією Apple Computer, Inc. Випущена 16 березня 1999 року, це була перша версія Mac OS X Server.
Це був перший комерційний продукт Apple, похідний від «Rhapsody» — можливої заміни Classic Mac OS, побудованій на архітектурі NeXTSTEP (придбаної в 1997 році в рамках покупки компанією Apple компанії NeXT) і BSD-подібному ядрі Mach. Він міг запускати додатки, написані за допомогою API «Yellow Box», і включати такі компоненти, як NetBoot, QuickTime Streaming Server, компоненти, перенесені з NeXTSTEP, і середовище «Blue Box» (що дозволяє запускати сеанс Mac OS 8.5 як окремий процес для запуску застарілого програмного забезпечення Mac OS).
Mac OS X Server 1.0 була попередником першої споживчо-орієнтованої версії операційної системи — Mac OS X 10.0 — яка була випущена у 2001 році. Вона не мала кінцевого інтерфейсу користувача Aqua (замість цього використано оболонку NeXTSTEP Workspace Manager, змішаної з аспектами «Platinum» інтерфейсу користувача Mac OS 8) або Carbon API.

## Особливості
Mac OS X Server 1.0 містить поєднання функцій Classic Mac OS, NeXTSTEP і Mac OS X. Як і в Classic Mac OS, вона має одну панель меню у верхній частині екрана, але керування файлами виконується в Workspace Manager від NeXTSTEP замість Finder від Classic Mac OS. У інтерфейсі користувача все ще використовується віконний сервер Display PostScript від NeXTSTEP, замість WindowServer на базі Quartz, який з'явиться через рік у Mac OS X Public Beta. На відміну від будь-якої версії Classic Mac OS, вікна з незбереженим вмістом відображають чорну крапку на кнопці закриття вікна, як це реалізовано у NeXTSTEP. Dock і зовнішній вигляд Aqua не були включені до операційної системи; вони були додані пізніше в Mac OS X.
«Carbon», по суті, підмножина «класичних» клітинок Mac OS API, також була відсутня. Це означало, що єдині власні програми для Mac OS X Server 1.0 були написані для API «Yellow Box», який потім став відомий як «Cocoa». Крім того, власний FireWire від Apple не підтримувався.
Mac OS X Server 1.0 також включає першу версію сервера NetBoot, який дозволяє комп'ютерам завантажуватися з образу диска через локальну мережу. Це було особливо корисно в шкільних або інших загальнодоступних умовах, оскільки дозволяло завантажувати комп'ютери з однієї копії операційної системи, що зберігається на Mac OS X Server 1.0. Це ускладнювало користувачам пошкодити операційну систему шляхом встановлення програмного забезпечення — як тільки вони виходили, комп'ютер перезавантажувався із новою операційною системою із сервера NetBoot.
Для запуску програм Classic Mac OS, Mac OS X Server 1.0 містить середовище «Blue Box», яке, по суті, запускав копію Mac OS 8.5.1 (її можна було оновити до Mac OS 8.6 у версії 1.2 і новішій) в окремому процесі як шар емуляції. Згодом Blue Box буде перейменовано в «Classic Environment» в Mac OS X з останньою версією Mac OS 9.

## Оцінки
Попри те, що операційна система позиціювалася як значний прогрес у порівнянні з AppleShare IP, вона коштувала 499 доларів США і не підтримувала власний FireWire Apple, що робить її несумісною з такими продуктами, як MicroNet SANcube, лінійкою зовнішніх високошвидкісних систем зберігання даних високої місткості (презентовані у 2000 році вартістю від 4599 до 6999 доларів США). Покупці Mac OS X Server 1.0 (які часто купували нові комп'ютери Mac для її запуску) і SANcube були змушені перейти до AppleShare IP, щоб використовувати її. Mac OS X Server 1.0 швидко втратила актуальність на користь Mac OS X 10.0, без знижки для тих, хто її придбав і хотів придбати Mac OS X Server 10.0. У результаті дехто вважав вихід нової операційної системи передчасним і навіть приманкою.

## Історія випуску
|  | Не підтримується |

| Версія                 | Кодова назва    | Дата            | Назва ОС     |
| ---------------------- | --------------- | --------------- | ------------ |
| Mac OS X Server 1.0    | Hera1O9         | 16 березня 1999 | Rhapsody 5.3 |
| Mac OS X Server 1.0.1  | Hera1O9         | 15 квітня 1999  | Rhapsody 5.4 |
| Mac OS X Server 1.0.2  | Hera1O9+Loki2G1 | 29 липня 1999   | Rhapsody 5.5 |
| Mac OS X Server 1.2    | Pele1Q10        | 14 січня 2000   | Rhapsody 5.6 |
| Mac OS X Server 1.2 v3 | Medusa1E3       | 27 жовтня 2000  | Rhapsody 5.6 |